# Westlake/MacArthur Park (métro de Los Angeles)
Westlake/MacArthur Park est une station du métro de Los Angeles desservie par les rames des lignes B et D et située dans le quartier Westlake à Los Angeles en Californie.

## Localisation
Station souterraine du métro de Los Angeles, Westlake/MacArthur Park est située sur la section commune aux lignes B et D comprise entre Wilshire/Vermont et le terminus d'Union Station. Elle est située à Westlake, près du centre-ville de Los Angeles sous Alvarado Street entre Wilshire Boulevard et 7th Street.

## Histoire
La station est mise en service le 30 janvier 1993, lors de l'ouverture de la première section de la ligne B. À cette époque, elle constitue le terminus ouest de la ligne, qui est composée de seulement cinq arrêts.

## Service

### Accueil
Elle dispose de deux bouches situées chacune sur l'Alvarado Street.

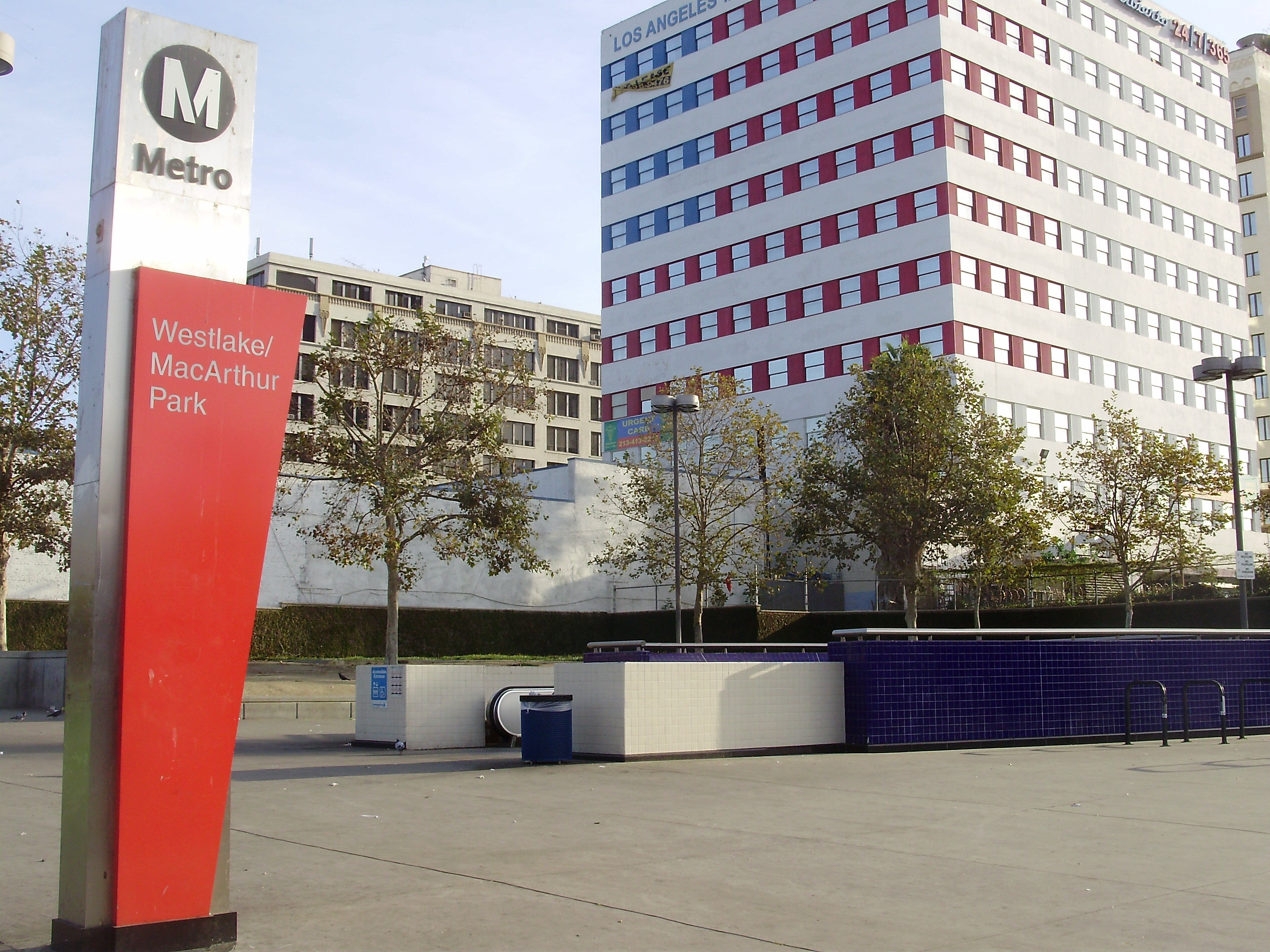
Entrée nord de Westlake.
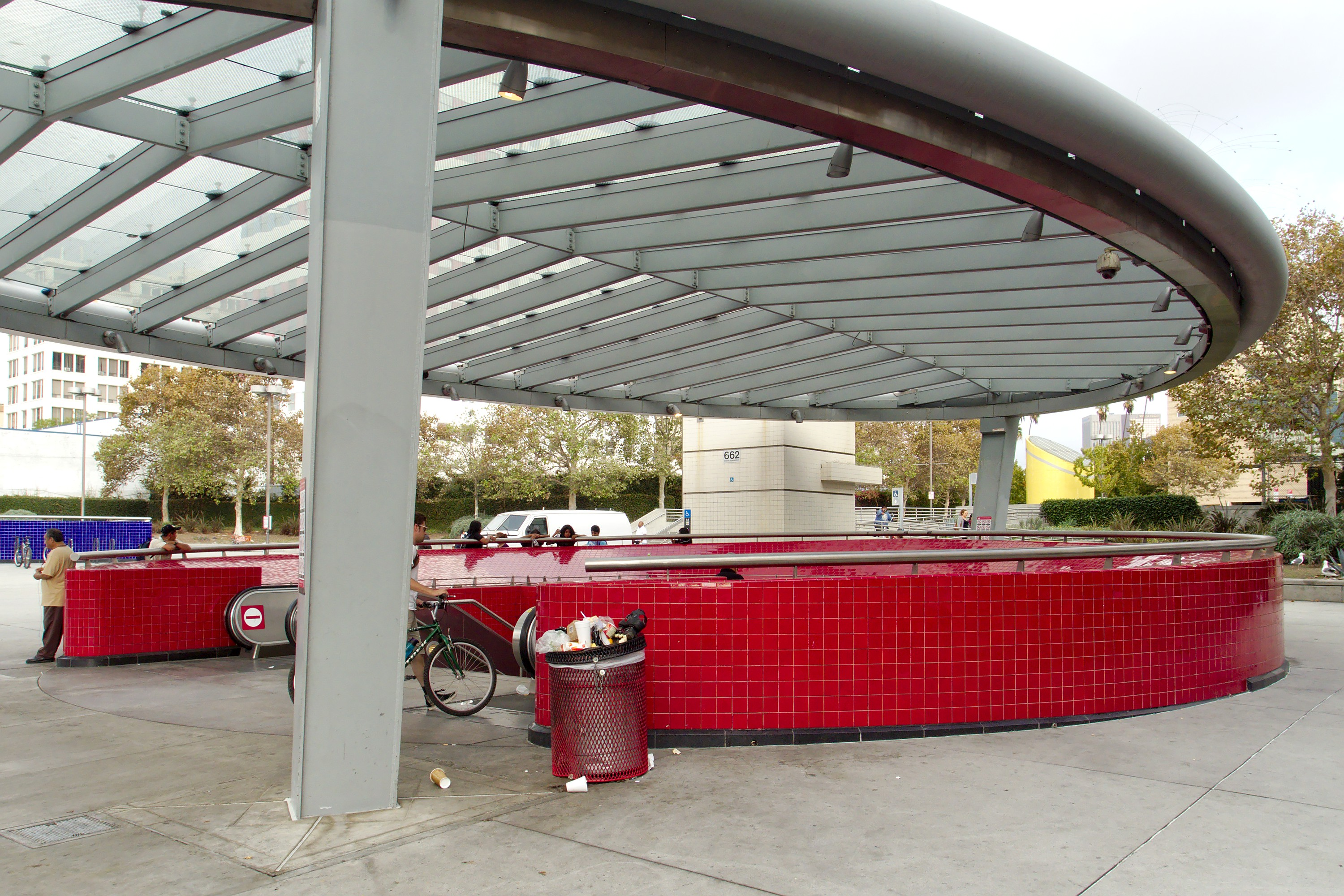
Entrée sud de la station.
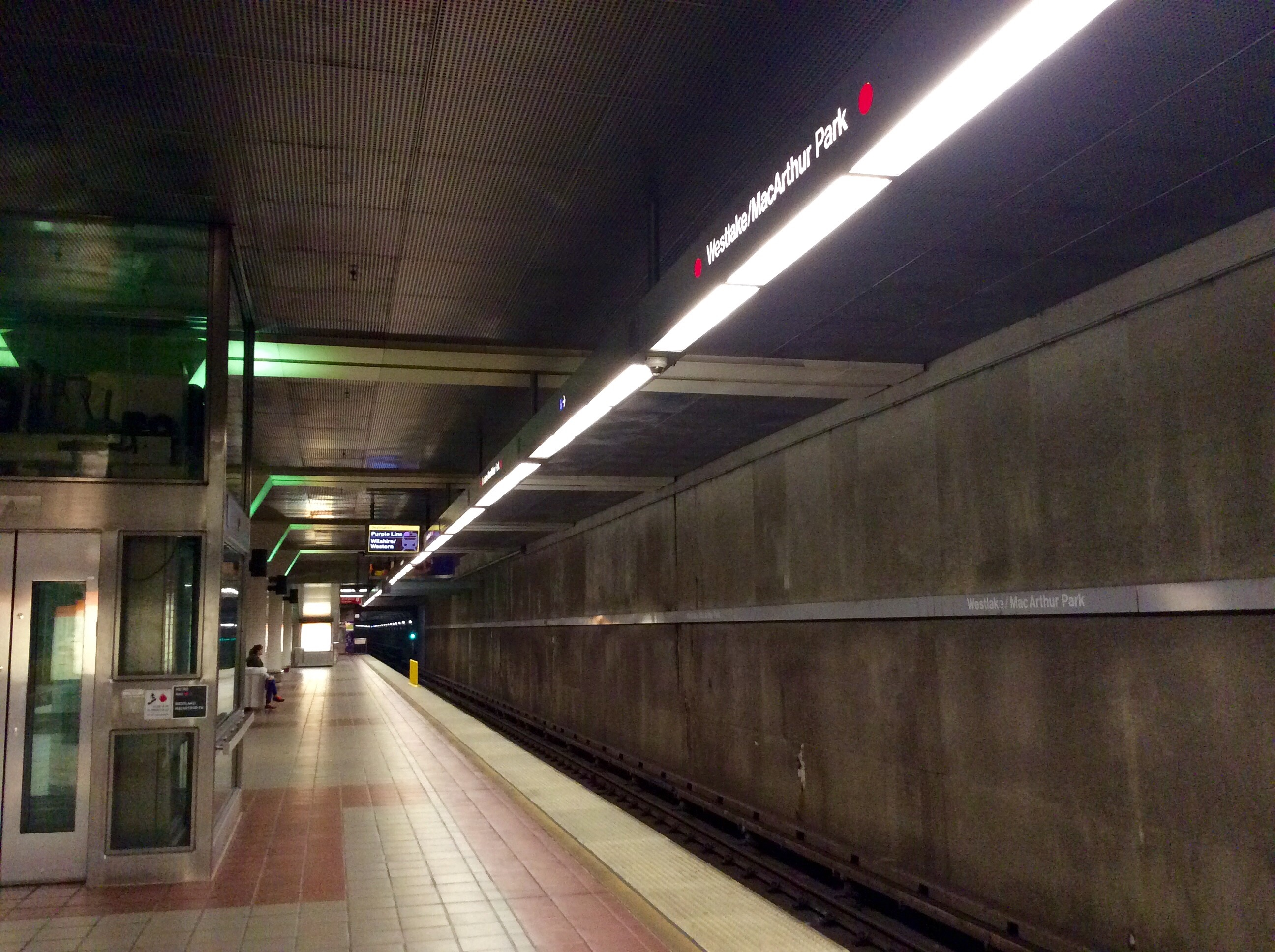
Plateforme.

### Desserte
Westlake est desservie par les rames des lignes B et D du métro. Elle est aussi située non loin du parc MacArthur et dessert plus globalement le quartier de Westlake.

### Intermodalité
La station est desservie par les lignes d'autobus 18, 20, 51, 52, 200, 351, 487, 489, 603 et 720 de Metro.

## Architecture et œuvres d'art
Les nombreuses mosaïques qui recouvrent une partie des murs de la station sont signées par l'artiste Sonia Romero. Par ailleurs, en 2011, son œuvre a été considérée comme l'une des meilleures œuvres d'art public des États-Unis.